# Covatina del Tossalet del Mas de la Rambla
La Covatina del Tossalet del Mas de la Rambla són una sèrie d'abrics amb art llevantí (10.000-6.500 anys abans del present) que es localitzen al marge esquerre del barranc de Carabasses, al municipi de Vilafranca.
Es tracta d'una sèrie d'abrics allargats en un terreny de calcàries, sent el central de gran grandària, on una columna el divideix en dos forats.
En aquest refugi natural apareixen dotze figures pintades: deu antropomorfes, una au i un símbol o signe. Totes, menys una, es troben en el forat esquerre i l'altra a la dreta.

Les pintures es van descobrir el 1971 i inicialment se'l va denominar la "Covatina del gran ocell", fent referència al seu contingut. L'Assemblea General de la Unesco va declarar-les Patrimoni de la Humanitat el 19 de desembre de 1998. En aquesta declaració es van incloure la totalitat de les manifestacions d'art rupestre prehistòric de l'arc mediterrani de la península Ibèrica.

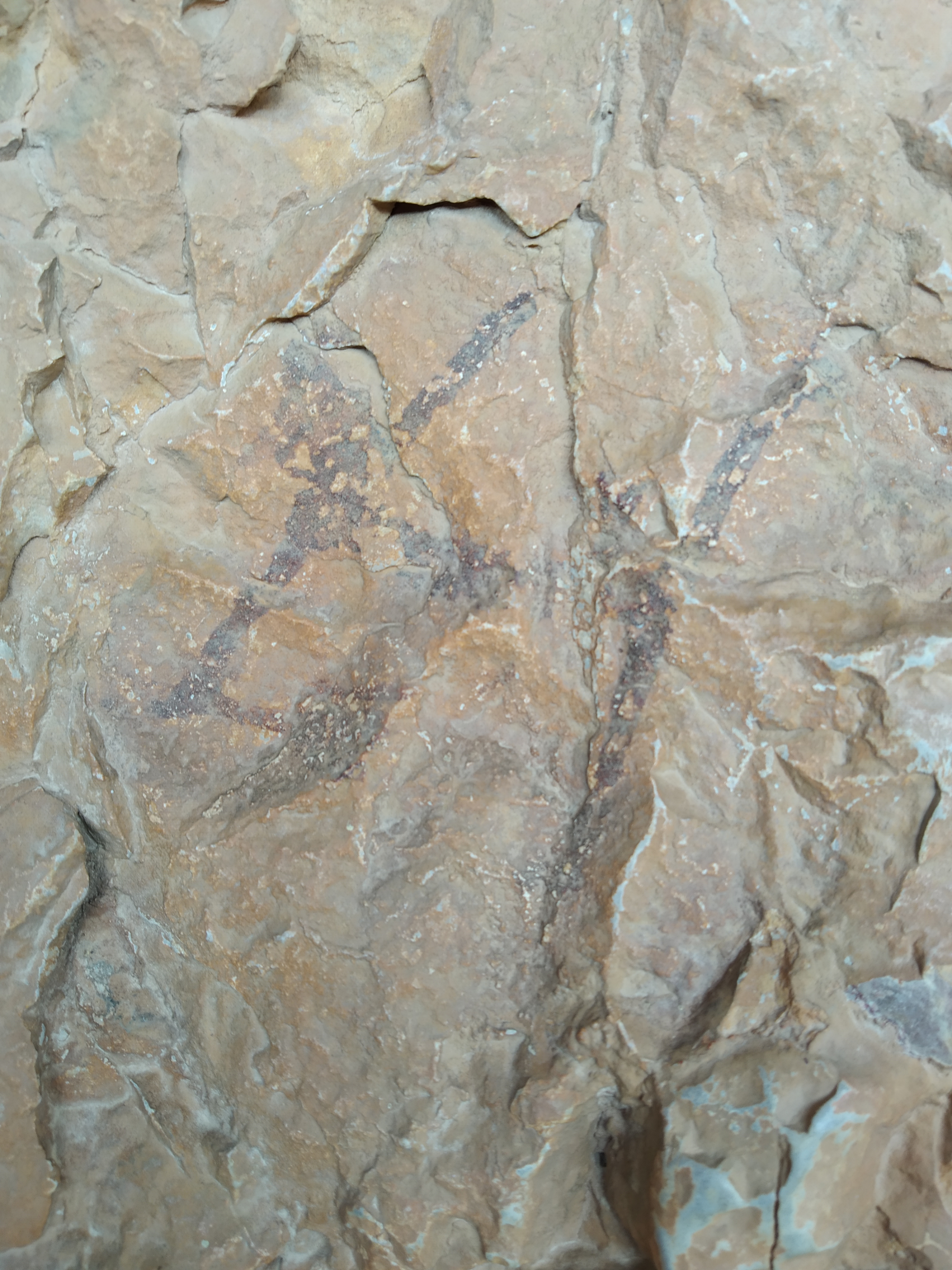
arquer
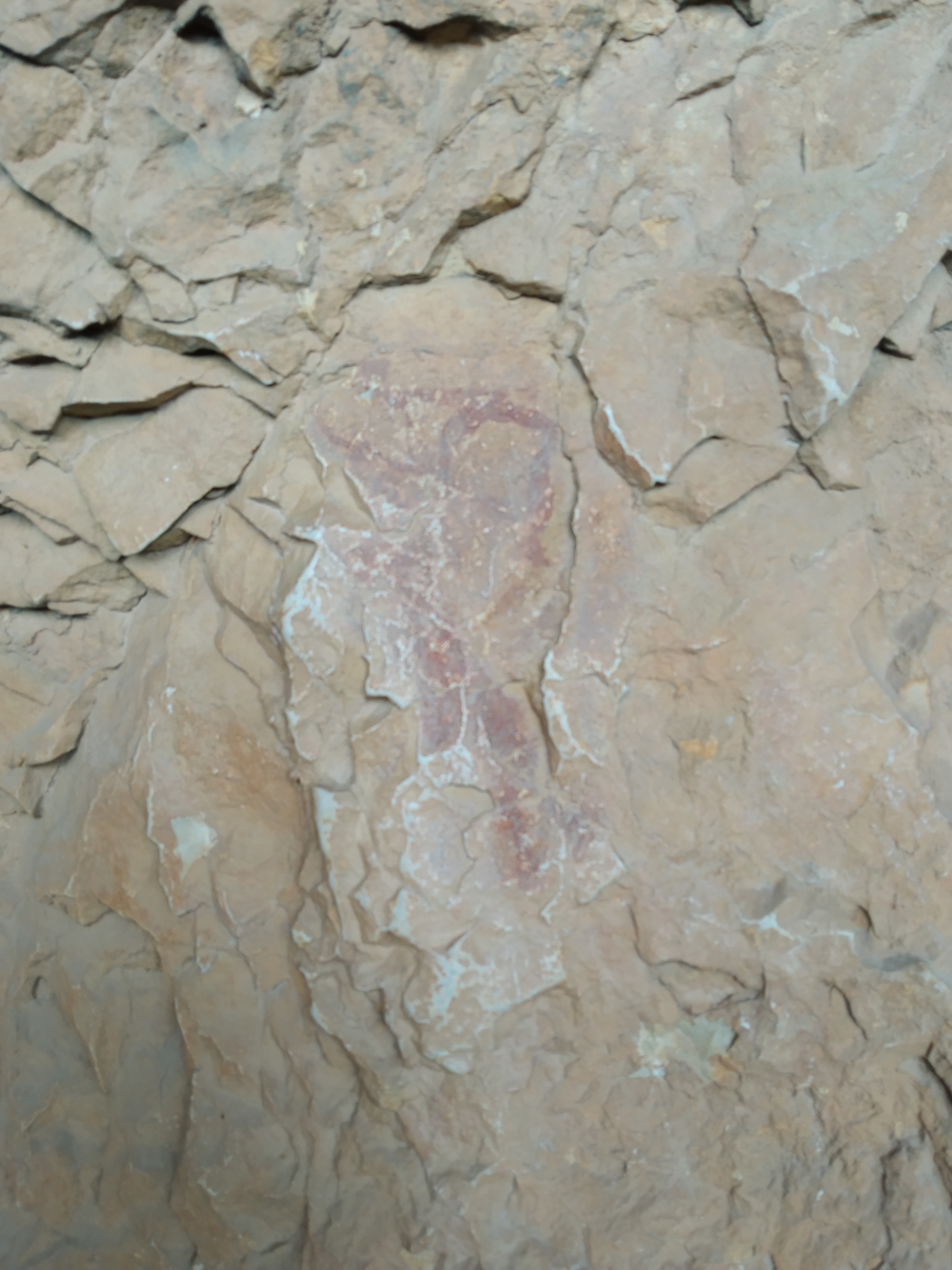
figura femenina
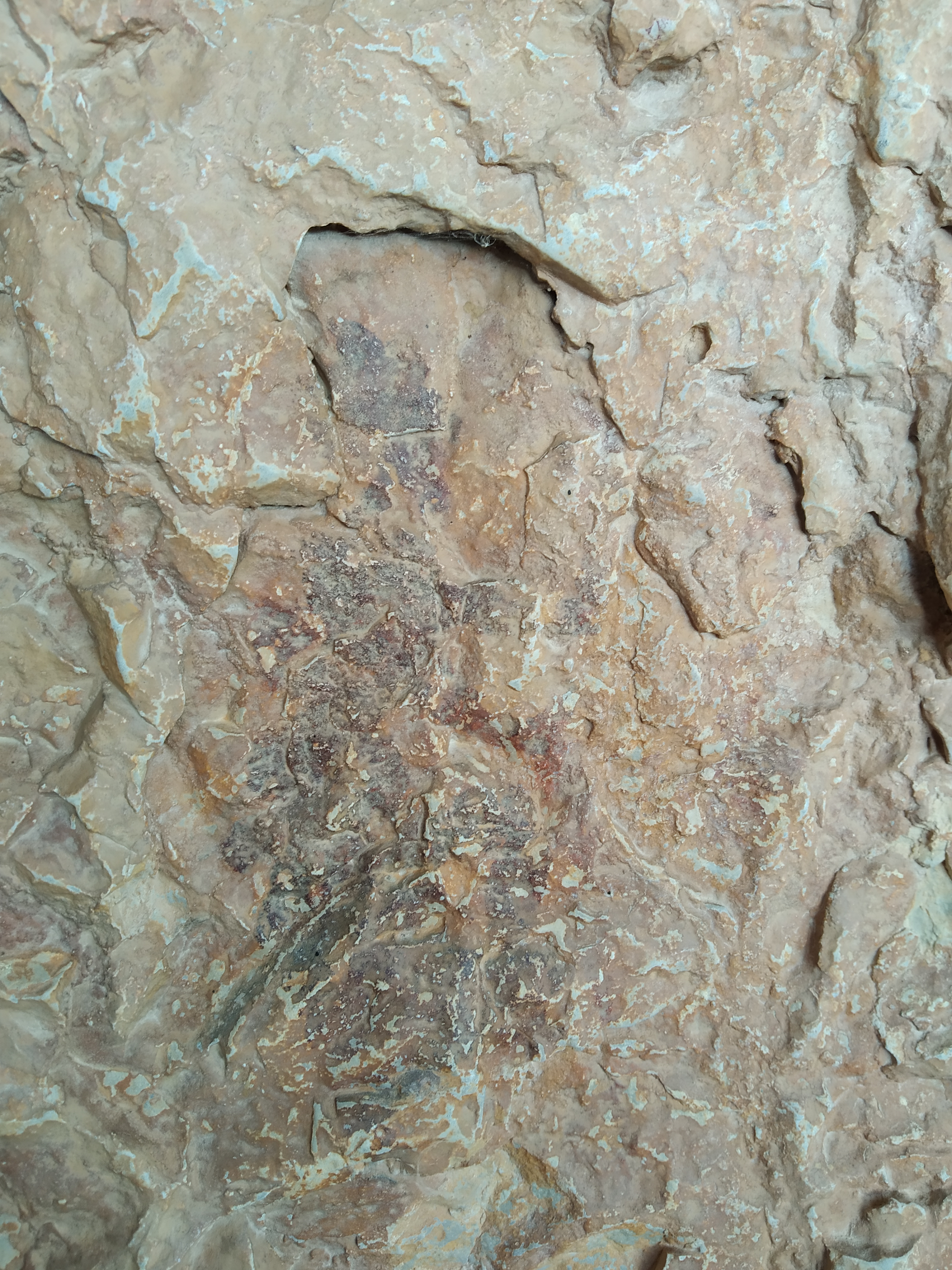
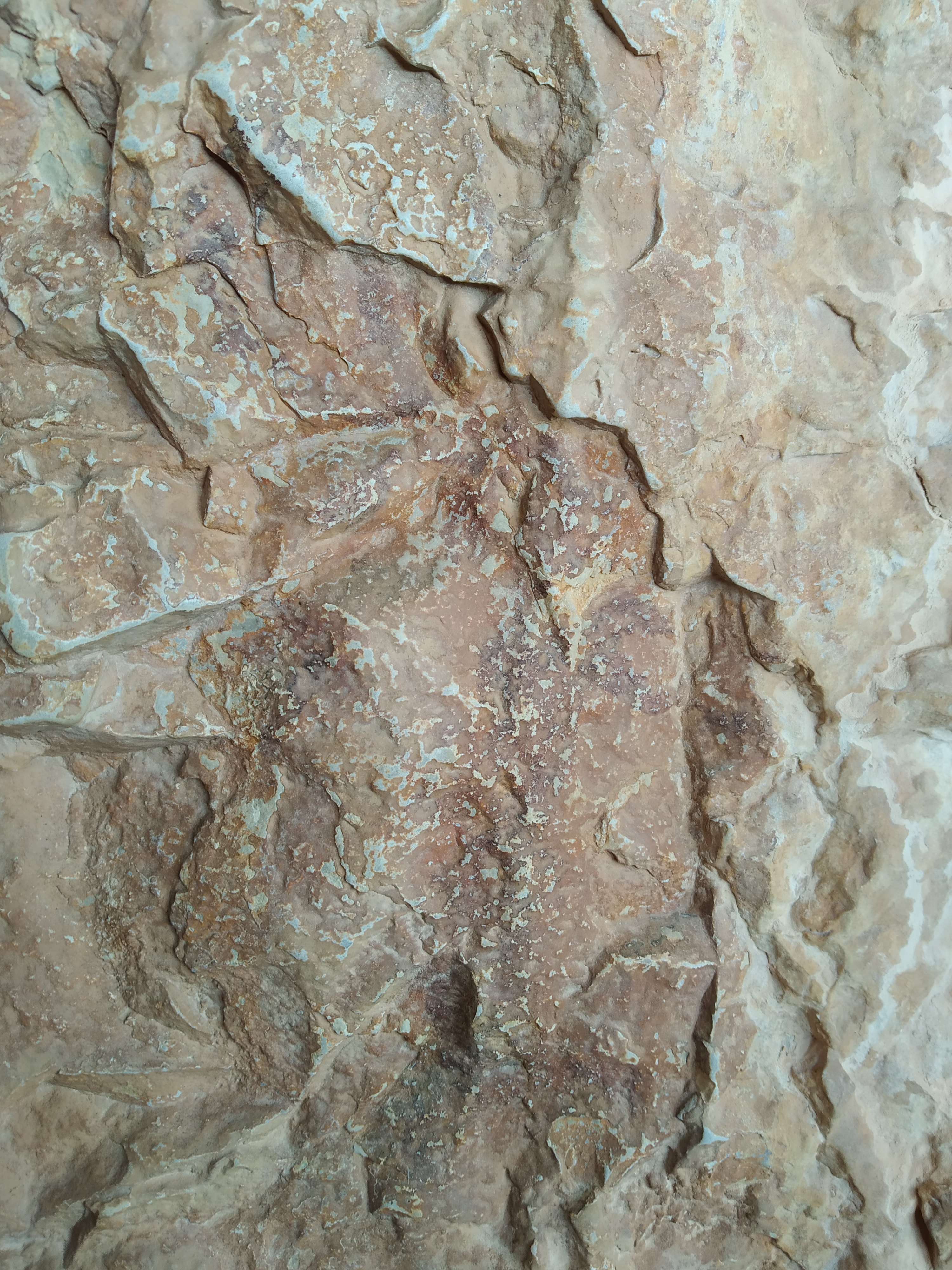
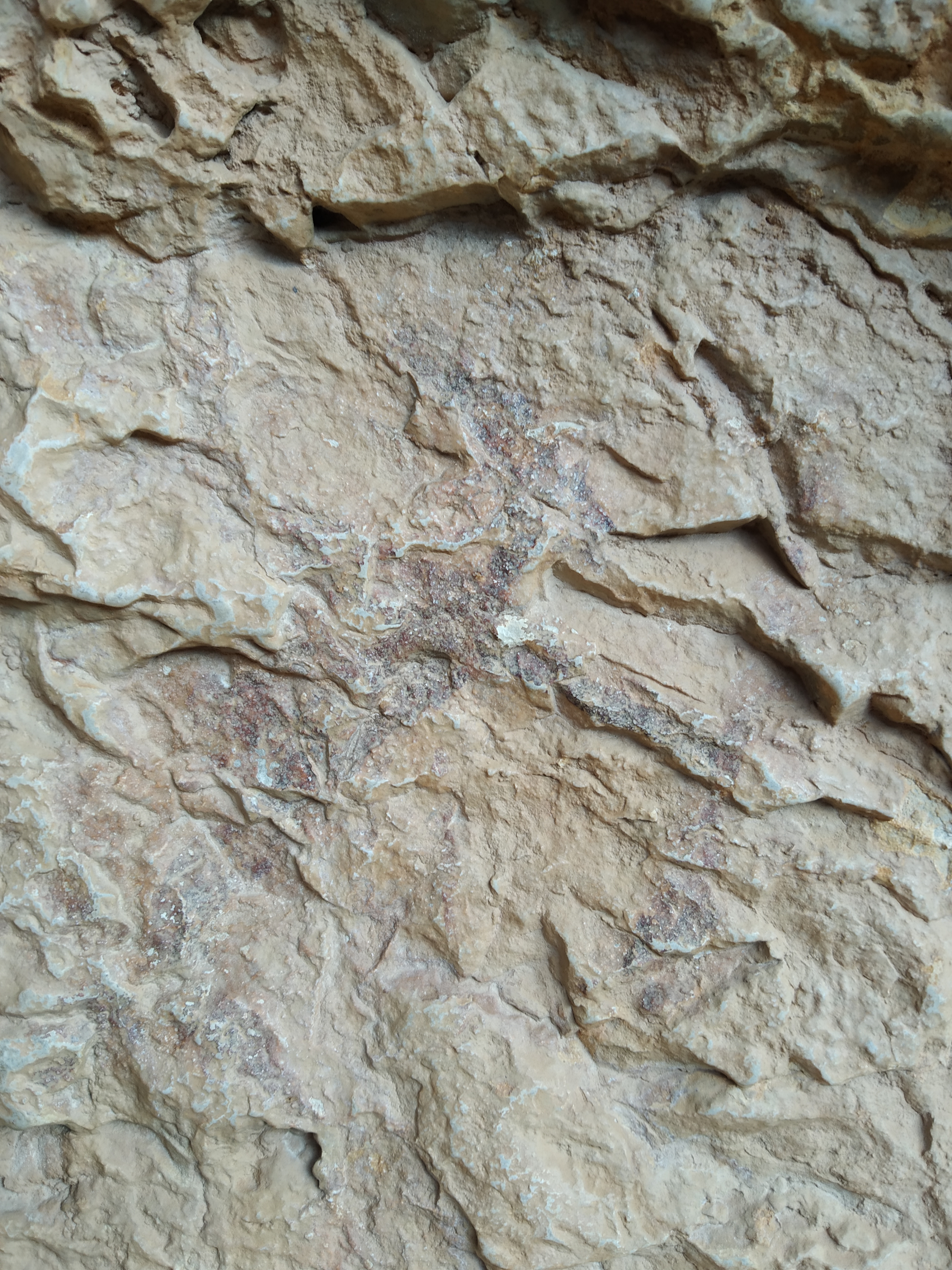

L'Ajuntament de Vilafranca va començar a plantejar-se de demanar finançament a les administracions autonòmica i provincial, per tal de poder fer el jaciment accessible a tot el públic. Finalment, les visites es van iniciar la primavera de 2019, junt amb l'abric del Mas de la Rambla de Portell.